# Anglicismo
Un anglicismo, anglismo o inglesismo è una parola o una costruzione della lingua inglese che viene recepita in un'altra lingua.

## Definizione
Esistono tre definizioni principali di anglicismo:
1. secondo alcuni linguisti, il termine si adatterebbe anche a forme complesse, ad esempio alla fraseologia, oppure al calco semantico;
2. secondo altri, come Arrigo Castellani, questo termine indica soltanto quelle parole che non seguono contemporaneamente la fonotassi e l'ortografia della lingua d'arrivo;
3. secondo una terza definizione, condivisa da Antonio Zoppetti, sono anglicismi soltanto quei termini che non seguono l'ortografia della lingua di arrivo, cioè che non si leggono come si scrivono (e, generalmente, viceversa).

Secondo la prima definizione, quindi, nessun problema, sport e movie sono tre esempi di anglicismo, rispetto ai corrispettivi italiani di niente, diporto e pellicola.
Secondo la seconda definizione, nessun problema è una locuzione italiana, poiché adattata, ma sport e movie rimangono anglicismi.
La terza definizione vuole nessun problema e sport come espressioni italiane, mentre movie sarebbe un anglicismo, la cui alternativa italiana sarebbe pellicola o anche film.

## Diffusione degli anglicismi nell'italiano
Molti degli anglicismi maggiormente in uso riguardano gli sport (come già la parola "sport") di importazione, ai quali è legato un gergo specialistico. Nel gergo del calcio, ad esempio, sono presenti molti termini inglesi che però vengono citati spesso anche in italiano: goal (rete, gol), corner (calcio d'angolo) e tackle (contrasto), è praticato da club (circoli, società) in cui ci sono bomber (cannonieri) e mister (allenatori). Pallavolo e tennis si giocano in set (suddivisione di un incontro) evitando che la palla vada in net (rete).
Passando invece al campo tecnologico, l'italiano subisce sempre di più il sopravvento di termini stranieri (perlopiù inglesi) per nominare oggetti o altro. Questa tendenza non è invece presente (o perlomeno è presente in maniera assai più limitata) in altri paesi ove è presente una tutela della lingua nazionale, come ad esempio in Francia. Termini quali computer hanno preso completamente il posto del corrispettivo italiano (in questo caso elaboratore, calcolatore o anche cervello elettronico), cosa che non è invece avvenuta in altre nazioni di lingua romanza. Un altro esempio può essere il termine mouse (letteralmente "topo") ovvero il puntatore elettronico. Questo termine è stato invece tradotto dai francesi (souris), spagnoli (ratón) e portoghesi (rato).
Un altro noto anglicismo è guardrail, che si è totalmente radicato da sempre nell'uso comune, visto che le alternative italiane proposte nel secolo scorso come: "guardavia", "sicurvia", "guardastrada" e l'elvetismo "guidovia" non hanno riscosso alcun successo, essendo poco usate.
Allo stesso modo, la presenza degli anglicismi è oramai notevole o predominante in molti altri campi, tra cui compaiono quello medico, quello finanziario, quello inerente all'informazione, ecc.
Più recentemente, a partire dalla fine del secolo scorso, si è verificato un incremento degli anglicismi anche nella politica italiana. Alcuni esempi possono essere devolution anziché decentramento istituzionale, austerity per austerità, spending review per tagli sulla spesa pubblica, e in maniera incorretta new town (città di fondazione) per indicare il piano di ricostruzione edile provvisoria in zone colpite da calamità oppure ticket (biglietto) per la tassa sulle prestazioni sanitarie, o Jobs Act (il nome di uno specifico atto del parlamento) per una riforma del diritto del lavoro. Vi è inoltre una grave mancanza di traduzioni italiane ai nomi di leggi o regolamenti ufficiali provenienti dall'Unione Europea, come ad esempio il recovery fund.
La diffusione degli inglesismi è favorita dalla mancanza di organi volti alla tutela della lingua ed alla formazione di neologismi per tradurre nuovi termini.

## Contrasto agli anglicismi
Il contrasto agli inglesismi è spesso attribuito esclusivamente ai cosiddetti "puristi", i quali identificano nell'abuso di termini inglesi una pratica negativa, o totalmente superflua, sulla base della convinzione che vi siano già parole adeguate nella lingua che riceve il prestito.
Ma non vi è solo il "purismo" ad opporsi alla diffusione della terminologia anglosassone. Vi sono altre due correnti di pensiero: la prima, sostanzialmente tecnica, evidenzia un decremento della quantità d'informazione circolante nel sistema parlatore/ascoltatori, a causa della bassa, o nulla, comprensibilità del messaggio da parte di chi non conosce l'inglese.
La seconda, di più ampia concezione, mira a proteggere il patrimonio linguistico non solo in quanto tale, ma soprattutto in quanto elemento strutturale di ogni forma di patrimonio culturale, poiché impoverisce gli scambi informativi fra i componenti di una comunità linguistica.

### In Italia
Nell'Italia degli anni trenta, il regime fascista avviò una campagna di italianizzazione volta a combattere gli inglesismi ed altri prestiti linguistici. La campagna coordinata e promossa da Achille Starace aveva come scopo l'eliminazione di parole straniere dalla lingua della quotidianità onde affievolire le potenziali influenze di culture allogene. La campagna venne estesa anche ai nomi di persona (ad esempio Wanda Osiris venne ribattezzata "Vanda Osiri") ed alla toponomastica (ad esempio la cittadina piemontese di Salbertrand rinominata ex novo "Salbertrano")
Se da un lato l'iniziativa metteva in risalto la ricchezza e l'efficacia del lessico italico con termini quali "caffè" in luogo di bar, "circolo" per club, "palla ovale" per rugby, dall'altro sviliva il significato e l'estetica dell'oggetto in questione, come cachet (in origine la compressa medicinale) sostituito con "cialdino" e sport con "diporto", quest'ultimo puntualmente evitato.
Va detto che gli interventi contro i forestierismi della Reale Accademia d'Italia ed anche quelli di autori come Paolo Monelli con il suo Barbaro dominio, erano rivolti soprattutto contro il francese che all’epoca rappresentava la lingua dalla maggiore interferenza. Caduto il regime, l’entrata degli anglicismi è però aumentata consistentemente “per poi prendere il sopravvento su ogni altra [lingua] dopo la Seconda guerra mondiale” (Migliorini-Baldelli, Breve storia della lingua italiana, Sansoni, Firenze 1984, p. 342).
Nel 1987, l’invadenza dell’inglese nell’italiano è stata posta come un problema da Arrigo Castellani attraverso un articolo intitolato il “Morbus Anglicus” (“Morbus Anglicus”, in Studi linguistici italiani, n. 13, 1987, Salerno Editrice, Roma, pp. 137–153), che lanciava un allarme di denuncia dell’anglicizzazione della lingua italiana. Di parere contrario erano invece Luca Serianni e Tullio De Mauro, che contrastarono le sue tesi sostenendo che l’interferenza dell’inglese era un fenomeno normale, tesi che si è affermata in seguito nel pensiero dominante tra i linguisti. De Mauro, in particolare, mostrò con le statistiche la scarsa incidenza dell’inglese nelle voci dei dizionari (a quei tempi intorno all’1% dei lemmi) e soprattutto la loro diffusione nei linguaggi di settore, e non nella lingua comune o di base.
Negli ultimi anni, al contrario, sia Serianni sia De Mauro hanno parzialmente riveduto le loro posizioni. Quest’ultimo, in particolare, dopo aver dichiarato che nel nuovo millennio “gli anglismi hanno scalzato il tradizionale primato dei francesismi e continuano a crescere con intensità, insediandosi (...) anche nel vocabolario fondamentale” ha commentato che ai giorni nostri siamo di fronte a uno “tsunami anglicus”.
Nel 2015, in seguito alla petizione di Annamaria Testa, “Dillo in italiano” che ha raccolto 70.000 firme contro l’abuso dell’inglese, l’Accademia della Crusca ha costituito il Gruppo Incipit per monitorare il fenomeno e arginare gli anglicismi incipienti con sostitutivi italiani. In questo contesto, il tema del ruolo e dell’impatto degli inglesismi sulla lingua italiana è tuttora aperto e al centro di dibattiti. Tra i “negazionisti” che si dichiarano non preoccupati per il fenomeno ci sono linguisti come Giuseppe Antonelli o Salvatore Sgroi. Tra gli studiosi che si sono invece dichiarati allarmati ci sono autori come Gabriele Valle o Antonio Zoppetti.

### Paesi di lingua francese
Di diversa consistenza è invece la lotta agli anglismi tuttora condotta nei paesi francofoni: specialmente i governi di Francia e Québec sono impegnati nell'impedire l'accesso degli anglismi nella lingua quotidiana. Nel panorama francese, in particolare, un ruolo rilevante viene svolto dalla Legge Toubon.
Uno dei campi in cui tale azione di contrasto si manifesta in modo rilevante è quello della terminologia informatica, che per molte ragioni è profondamente dipendente dall'inglese. Si sono quindi creati ex novo, o ripescati artificiosamente per deduzione o costruzione dalla lingua antica, numerosi termini da utilizzare in luogo dei corrispondenti anglismi: si ha perciò un "logiciel" per il "software", un "octet" (che in verità ha originato anche l'italiano "ottetto") per il "byte" e un originale "clavardage" (contrazione di clavier, tastiera, e bavardage, chiacchiera) per la "online chat" (il termine clavardage è stato elaborato direttamente ed autorevolmente dall'Académie française). Più di recente è stato coniato un interessante neologismo: courriel = posta elettronica, creato fondendo il termine courrier (posta) con el, abbreviazione di "elettronico" e, di conseguenza, pourriel, combinando poubelle (pattumiera) e courriel, con il significato di "spam".
Le ragioni storiche di questo forte contrasto risiedono probabilmente nella caduta d'importanza della propria lingua nel corso del Novecento: già lingua franca in passato, il francese ha ceduto il passo all'inglese per effetto della supremazia anglo-americana nella politica internazionale e per i rilevanti progressi nei campi della tecnologia, delle scienze e dei commerci, specialmente dopo la fine della seconda guerra mondiale. Opacizzata la grandeur della nazione transalpina, il timore di vedere anche la propria prestigiosa lingua adulterata da commistioni esterne ha sollecitato iniziative, come detto anche ufficiali, per la sua tutela.
Per il Québec, invece, la vicinanza (o forse l'accerchiamento) dell'inglese ha reso il contrasto non meno duro in un'ottica di salvaguardia dell'identità nazionale che risale alle competizioni dell'età coloniale nel Nuovo Continente.

## Le traduzioni
In realtà qualche termine o locuzione riesce ancora ad entrare nel parlato sotto forma di traduzione, talvolta anche erronea.
È il caso del "paradis fiscal" (locuzione che con identico significato è in uso anche nell'italiano paradiso fiscale), che deriva da un'errata traduzione della locuzione originale inglese "tax haven", il cui haven (rifugio) è stato scambiato per heaven (paradiso). Il frutto dell'errore era comunque provvisto di una espressività così suggestiva che alla fine è stato adottato al posto dell'originale.

## Lingue miste
Gli anglismi sono invece penetrati con notevole ampiezza di effetti in altre lingue, tanto da doversi registrare casi di contaminazioni alquanto significative sino a vere e proprie ibridazioni.
Sono i casi dello spanglish, in cui sulla base spagnola si innestano consistenti apporti dell'inglese, e del germish (o denglish/denglisch), in cui succede altrettanto su una base di tedesco; e per l'italiano si parla dalla seconda metà del XX secolo di itanglese (o itangliano).

## Esempi di anglicismi
| Anglicismo      | Equivalenti italiani                                           | Note   |
| --------------- | -------------------------------------------------------------- | ------ |
| Account         | Profilo, conto, acconto                                        |        |
| Bamboo          | Bambù                                                          | [ 15 ] |
| Bodyguard       | Guardia del corpo                                              |        |
| Budget          | Tetto di spesa, disponibilità economica                        |        |
| Computer        | Calcolatore, elaboratore                                       |        |
| Database        | Banca dati, base di dati                                       |        |
| Eco-friendly    | Ecologico, eco-compatibile                                     |        |
| Escalation      | Scalata, aumento graduale, intensificazione                    |        |
| Fake news       | Notizie false, bufala                                          |        |
| Gangster        | malvivente, malfattore, criminale                              |        |
| Guardrail       | barriera stradale, guardavia, sicurvia, guardastrada, guidovia |        |
| Hard disk       | disco rigido, disco fisso                                      |        |
| Igloo           | Iglù                                                           | [ 16 ] |
| Jet             | aviogetto, aereo a reazione                                    |        |
| Killer          | Assassino, sicario, omicida                                    |        |
| Lime            | Limetta                                                        |        |
| Location        | Luogo, ambiente, posto                                         |        |
| Make up         | Trucco                                                         |        |
| Night club      | Locale notturno                                                |        |
| Offline         | Disconnesso, non in linea, spento, disattivato                 |        |
| Premier         | Primo ministro                                                 |        |
| Pusher          | Spacciatore                                                    |        |
| Query           | Interrogazione                                                 |        |
| Ranking         | Classifica, graduatoria                                        |        |
| Social Network  | Rete sociale                                                   |        |
| Staff           | Personale, organico, dipendenti                                |        |
| Steward/hostess | Assistente di volo                                             |        |
| Shorts          | Pantaloncini                                                   |        |
| Supercar        | Auto supersportiva                                             |        |
| T-Shirt         | Maglietta (a maniche corte)                                    |        |
| User            | Utente, cliente, utilizzatore                                  |        |
| Vintage         | D'epoca, d'annata                                              |        |
| Week-end        | Fine settimana                                                 |        |
| Yacht           | Panfilo                                                        |        |
| Zip             | Cerniera lampo, chiusura lampo, lampo                          |        |